# گریر سیتی (پنسیلوانیا)
گریر سیتی (به انگلیسی: Grier City) یک منطقهٔ مسکونی در ایالات متحده آمریکا است که در شهرستان سچویلکیلل، پنسیلوانیا واقع شده‌است. گریر سیتی ۲۴۱ نفر جمعیت دارد.